# Polsko na Letních olympijských hrách 1992
Polsko na Letních olympijských hrách 1992 ve španělské Barceloně reprezentovalo 201 sportovců, z toho 149 mužů a 52 žen. Nejmladší účastnicí byla plavkyně Magdalena Kupiec (15 let, 294 dní), nejstarší pak účastník soutěže všestranné způsobilosti Piotr Piasecki (39 let, 328 dní). Reprezentanti vybojovali 19 medailí, z toho 3 zlaté, 6 stříbrných a 10 bronzových.

## Medailisté
| Medaile | Jméno | Sport             | Disciplína                        |
| ------- | --- | ----------------- | --------------------------------- |
| zlato   | Waldemar Legień | judo              | muži do 86 kg                     |
| zlato   | Arkadiusz Skrzypaszek | moderní pětiboj   | jednotlivci                       |
| zlato   | Maciej Czyżowicz Dariusz Goździak Arkadiusz Skrzypaszek | moderní pětiboj   | družstva                          |
| stříbro | Maciej Freimut Wojciech Kurpiewski | kanoistika        | muži K2 500 metrů                 |
| stříbro | Rafał Szukała | plavání           | muži 100 m motýlek                |
| stříbro | Krzysztof Siemion | vzpírání          | muži do 82,5 kg                   |
| stříbro | Józef Tracz | zápas             | muži řecko-římský do 74 kg        |
| stříbro | Piotr Stępień | zápas             | muži řecko-římský do 82 kg        |
| stříbro | Dariusz Adamczuk Marek Bajor Jerzy Brzęczek Dariusz Gęsior Marcin Jałocha Andrzej Juskowiak Aleksander Kłak Andrzej Kobylański Wojciech Kowalczyk Marek Koźmiński Tomasz Łapiński Grzegorz Mielcarski Ryszard Staniek Piotr Świerczewski Mirosław Waligóra Dariusz Koseła Arkadiusz Onyszko Dariusz Szubert Tomasz Wieszczycki Tomasz Wałdoch | fotbal            | turnaj mužů                       |
| bronz   | Wojciech Bartnik | box               | muži váha polotěžká do 81 kg      |
| bronz   | Grzegorz Kotowicz Dariusz Białkowski | kanoistika        | muži K2 1000 metrů                |
| bronz   | Izabela Dylewska | kanoistika        | ženy K1 500 metrů                 |
| bronz   | Artur Partyka | atletika          | muži skok vysoký                  |
| bronz   | Sergiusz Wołczaniecki | vzpírání          | muži do 90 kg                     |
| bronz   | Waldemar Malak | vzpírání          | muži do 100 kg                    |
| bronz   | Małgorzata Książkiewicz | sportovní střelba | ženy malorážka na 50 m (3 pozice) |
| bronz   | Piotr Kiełpikowski Adam Krzesiński Cezary Siess Ryszard Sobczak Marian Sypniewski | šerm              | muži fleret družstva              |
| bronz   | Kajetan Broniewski | veslování         | muži skif                         |
| bronz   | Wojciech Jankowski Maciej Łasicki Jacek Streich Tomasz Tomiak Michał Cieślak (korm.) | veslování         | muži čtyřka s kormidelníkem       |